# Königstraße (Stuttgart)
Die Königstraße ist Stuttgarts Hauptgeschäftsstraße. Sie ist 1,2 Kilometer lang und gehört zu den am stärksten frequentierten Einkaufsstraßen Deutschlands.
Laut einer Zählung im Jahr 2014 lag die Königstraße mit 12.795 Passanten pro Stunde auf Platz drei der meistfrequentierten Einkaufsstraßen in Deutschland. Der Anteil von Ketten liegt bei 93 Prozent. Die Mieten für Ladenflächen liegen bei bis zu etwa 320 Euro je Quadratmeter.

## Verlauf
Sie beginnt am südöstlichen Zu- und Ausgang der Stadtbahnhaltestelle Hauptbahnhof (Arnulf-Klett-Platz) am Hauptbahnhof und verläuft als Fußgängerzone gerade in Richtung Südsüdwest bis zum Zu- und Ausgang der Stadtbahnhaltestelle Rotebühlplatz (Stadtmitte), wo sie rechtwinklig nach Ostsüdost (links) abbiegt und ab da einen knapp 100 Meter langen Teilabschnitt der verkehrsberuhigten Innenstadtquerspange bildet, bevor sie in Höhe der Tübinger Straße in die Eberhardstraße mündet.

## Geschichte

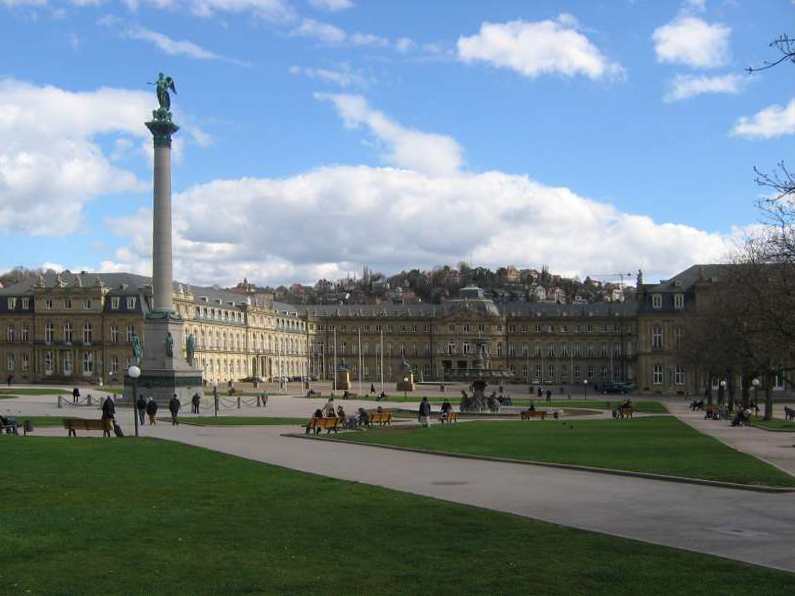
Schloßplatz mit Neuem Schloss

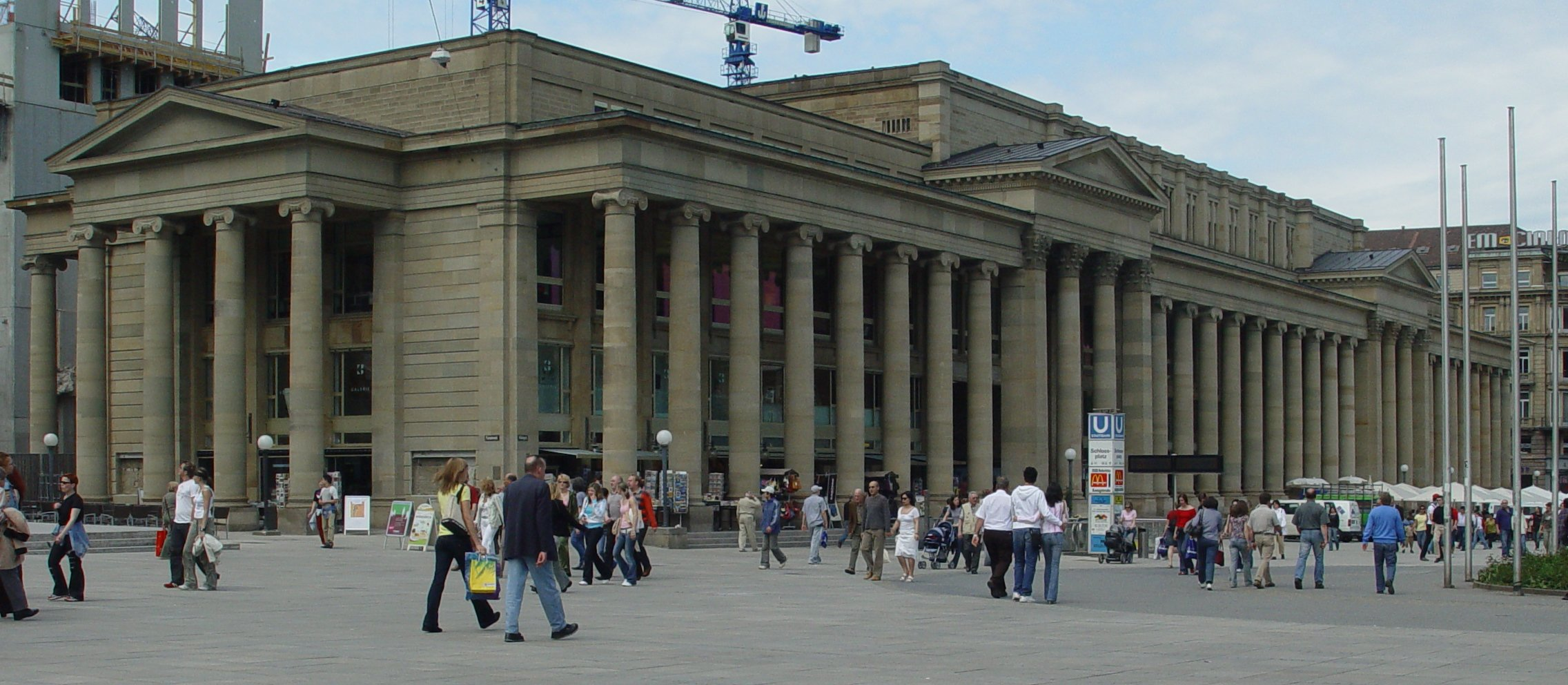
Königsbau an der Königstraße

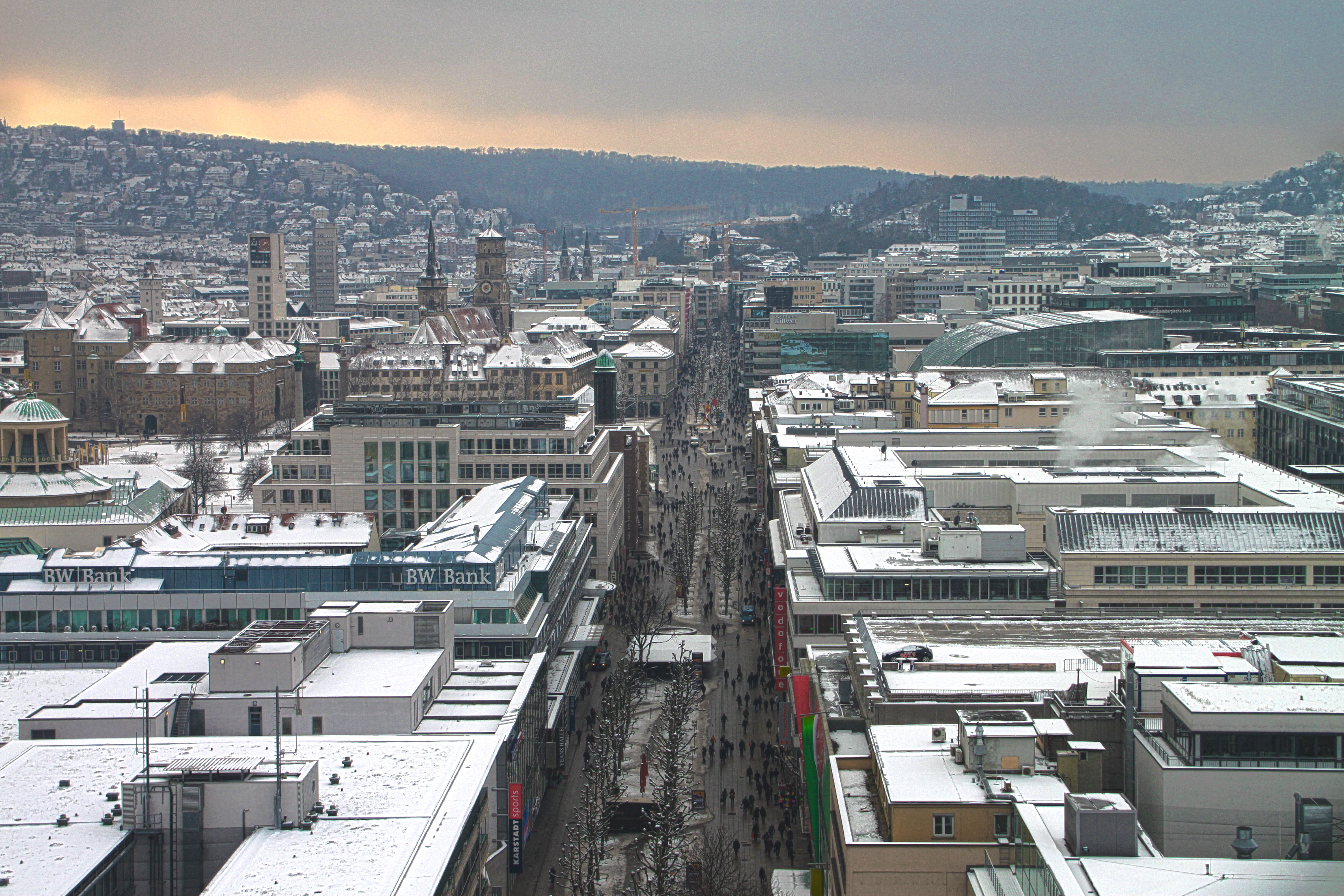
Die Königstraße in der Winterszeit vom Bahnhofsturm gesehen

Der obere Abschnitt der Königstraße, zwischen Bolzstraße und Wilhelmsbau, entstand aus dem im hohen Mittelalter parallel zur Stadtmauer des ältesten Stuttgarter Stadtkerns verlaufenden Großen Graben. Dort befanden sich schon im frühen 15. Jahrhundert vereinzelte Gebäude, darunter das Sick’sche Haus, das 1403 im Besitz von Antonia Visconti war und vermutlich als Gartenhaus eines Lustgartens diente. Im Zuge der Stadterweiterung um die Hospitalkirche unter Graf Ulrich dem Vielgeliebten nach 1450 wurde aus dem einstigen Graben eine Straße. In jener Zeit entstand auch die erste städtische Bebauung auf der nordwestlichen Seite. Aufgrund der Breite der Straße wurde die Straße noch im 16. Jahrhundert eine der bevorzugten Stuttgarter Wohngegenden, in der sich auch Gebäude für den württembergischen Hof befanden. Das letzte bauliche Relikt jener Zeit ist der rechte Gebäudeteil der Neuen Kanzlei, dessen Unterstock 1551 von dem württembergischen Kanzler Ambrosius Volland errichtet wurde.
Herzog Friedrich II., seit 1806 König, begann Stuttgart zur königlichen Residenz seines vergrößerten Reiches umzugestalten. Unter ihm und seinem Nachfolger Wilhelm I. wurden die Stadtmauern geschleift und die Königstraße nach den Plänen von Nikolaus Friedrich von Thouret und Carl Etzel zur Prachtstraße umgestaltet. Am unteren Ende der Königstraße befand sich das Königstor, nur wenig entfernt auf der linken Seite stand der große Königliche Marstall. Bis 1843 wurde die noch zu Beginn des 19. Jahrhunderts größtenteils als Gartenland genutzte Südostseite der Straße mit Gebäuden überbaut.
Bis zum Bau des neuen Hauptbahnhofs 1916/17 befand sich der Stuttgarter Bahnhof in direkter Nähe des Schloßplatzes, der bis heute das optische Zentrum der Königstraße bildet. Am Schloßplatz befinden sich das Neue Schloss (heute Sitz von Ministerien) und das Alte Schloss (heute Landesmuseum Württemberg), der Marquardtbau und in unmittelbarer Nähe die katholische Kirche St. Eberhard, sowie der Königsbau. Bei den Luftangriffen während des Zweiten Weltkriegs wurden zahlreiche Gebäude an der Königstraße bis auf die Grundmauern zerstört. In der Nachkriegszeit kam es zu langen Diskussionen um den Wiederaufbau der historischen Gebäude, die zum Ergebnis führten, dass einige wieder aufgebaut wurden (Neues Schloss), andere dagegen dem Abbruch anheimfielen wie das Kronprinzenpalais. Am Schloßplatz stand auch das Neue Lusthaus (später Hoftheater, an dessen Stelle 1913 das Kunstgebäude errichtet wurde). 
Bis in die 1960er Jahre hinein war die Königstraße für den Automobilverkehr offen, wurde dann aber unter maßgeblicher Beteiligung des Architekten Günter Behnisch zur Fußgängerzone umgestaltet. Während der späten 1960er und der 1970er Jahre wurde die Straßenbahn unter die Erde verlegt, im Zuge dessen wurden unter anderem die Klett-Passage zwischen Hauptbahnhof und Königstraße sowie die neue unterirdische Stadtbahn-Haltestelle Schloßplatz angelegt. Dabei wurden die Straßenbahnlinien durch die obere Königstraße und Richtung Keplerstraße eingestellt. Die Umbauarbeiten waren Anfang der 1980er Jahre abgeschlossen.
An der westlichen Ecke des Schloßplatzes auf der von unten nach oben gesehen rechten Seite der Königstraße befand sich bis 1963 der Rest des im Zweiten Weltkrieg beschädigten Kronprinzenpalais, bevor es abgerissen und durch einen Teilabschnitt einer als Innenstadtquerspange fungierenden Straße ersetzt wurde, die mit dem terrassenartigen sogenannten Kleinen Schloßplatz überbaut worden war. Diese Verkehrsverbindung wurde in den 1990er Jahren stillgelegt und mit einer provisorischen Freitreppe zum Kleinen Schloßplatz überbaut. Bis 2005 wurde der Kleine Schloßplatz abgerissen und durch das Kunstmuseum ersetzt.
Weitere größere Umbauten gab es an der Königstraße in den Jahren 2004 bis 2007: Die Börse Stuttgart wurde vom Königsbau in ein neues Gebäude an der Börsenstraße 4 verlegt, der Königsbau selbst wurde im Zuge dessen zu einem Geschäftszentrum mit mehrgeschossiger Ladenpassage ausgebaut. Außerdem wurden bis 2006 die Oberflächen der unteren, bis 2007 die der oberen Königstraße neu gestaltet.
Vor Eröffnung des Milaneo wurden an einem Samstag in der unteren Königstraße zwischen 10.000 und 11.000 Menschen pro Stunde gezählt. Später ging die Zahl auf einen vierstelligen Wert zurück.

## Gebäude
Ungefähr auf halber Strecke befindet sich, vom Bahnhof aus gesehen, links der Schloßplatz mit dem Kunstgebäude, dem Neuen Schloss und dem Alten Schloss, sowie rechts der Königsbau und das Kunstmuseum Stuttgart. Bis zum Schloßplatz wird sie „Untere Königstraße“ genannt, ab dem Schloßplatz „Obere Königstraße“. In der Unteren Königstraße auf der linken Seite befindet sich die katholische Kirche St. Eberhard. In der Oberen Königstraße auf der rechten Seite befindet sich das Kultusministerium von Baden-Württemberg. Die Gebäude an der Königstraße werden überwiegend vom Einzelhandel genutzt.

### Königstraße 27
Königstraße 27 ist ein markantes Gebäude inmitten der Fußgängerzone der Stuttgarter Innenstadt. Es besteht aus dem so genannten „Turmgebäude“ und dem in den Jahren 1957 bis 1959 angebauten „Rathausflügel“. Das Haus wurde vom Kaufmann Hermann Tietz erbaut und ab seiner Eröffnung im Jahr 1905 als Warenhaus genutzt. 
Im Zweiten Weltkrieg fielen große Teile der Bausubstanz den Bombardements der Alliierten zum Opfer. Im Jahr 1949 wurde das Gebäude wieder in seinem ursprünglichen Zustand aufgebaut und die Grundfläche um den Neubau Königstraße 29 sowie die Geschosse vom fünften bis zum siebten Obergeschoss erweitert.
Von 1957 bis 1959 wurde der Anbau des sogenannten „Rathausflügels“ geplant und ausgeführt. In diesem Zuge erhielt das Gebäude eine neue Tiefgarage, welche vom zweiten bis zum dritten Untergeschoss reicht. Weiters wurden noch drei weitere Geschosse als zusätzliche Verkaufsfläche errichtet. Die Eingangspassage wurde 1960 vergrößert und 1979 wieder zurückgebaut, um eine größere Verkaufsfläche zu schaffen. 1967 wurde das Dach des Turms erneuert und die Tiefgarage erweitert. Von 1992 bis 1996 wurden zudem im Rathausflügel weitere Umbaumaßnahmen getroffen: Neben der Erstellung des 3. und 4. Obergeschosses wurde das Stahlglasdach bei der Decke über dem vierten Obergeschoss geplant und ausgeführt. Es ist davon auszugehen, dass auch nach dem Jahr 1996 weitere Umbauten durchgeführt wurden, die jedoch in den vorliegenden Statikunterlagen, Baurechtsakten und Bestandsplänen nicht mehr verzeichnet oder detailliert beschrieben sind. Ab Mitte 2015 wurde es im Wege einer umfangreichen Revitalisierung zu einem modernen Büro- und Geschäftshaus umgebildet. Im Zuge dessen werden auch die Mietflächen neu konzipiert. Das ehemalige Karstadt-Haus wurde Ende 2017 unter dem Namen „Königstraße 27“ wieder eröffnet. Hauptmieter sind Primark und dm.
Die bereits seit den fünfziger Jahren als Einzelhandelsjuwel geschätzte Immobilie ging schließlich Anfang 2015 in den Besitz der Signa über und wurde ein Jahr später an die Fondsgesellschaft Union Investment verkauft. Als Projektentwickler zeichnet weiterhin Signa für die umfassenden Revitalisierungs- und Modernisierungsarbeiten sowie für die Neukonzeption der Mietflächen verantwortlich.

### Landesbehörden

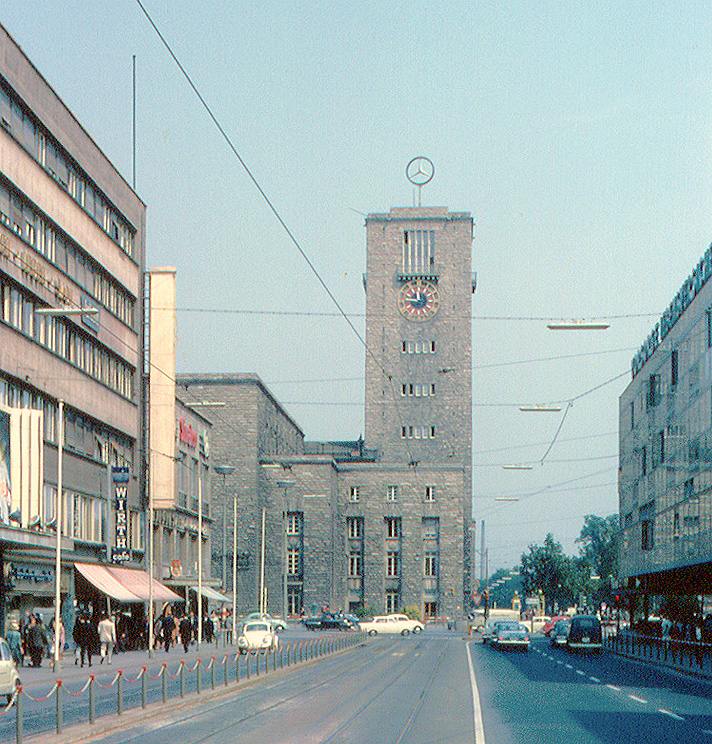
Nördlicher Abschluss der noch nicht verkehrsberuhigten Königstraße (1965)

An der Königstraße und in deren unmittelbarer Nähe konzentriert sich eine Reihe von Landesbehörden, und zwar:
- ein Teil des Finanzministeriums (Neues Schloss, Nordflügel)
- ein Teil des Kultusministeriums (Neues Schloss, Südflügel und Königstraße 44)
- ein Teil des Justizministeriums (am Schillerplatz, grenzt unmittelbar an die Königstraße)
- das Ministerium für Wissenschaft, Forschung und Kunst Baden-Württemberg (im Mittnachtbau, Königstraße 46)

## Verkehrsanbindung
Von den drei unterirdischen Stadtbahnhaltestellen Hauptbahnhof (Arnulf-Klett-Platz), Schloßplatz und Rotebühlplatz (Stadtmitte) führen Ausgänge direkt zur Königstraße. Von den S-Bahn-Haltestellen Hauptbahnhof (tief) und Stadtmitte ist sie zwei Parallelstraßen entfernt, aber durch die unterirdischen Zonen Klettpassage bzw. Rotebühlpassage direkt erreichbar.

## Weblinks

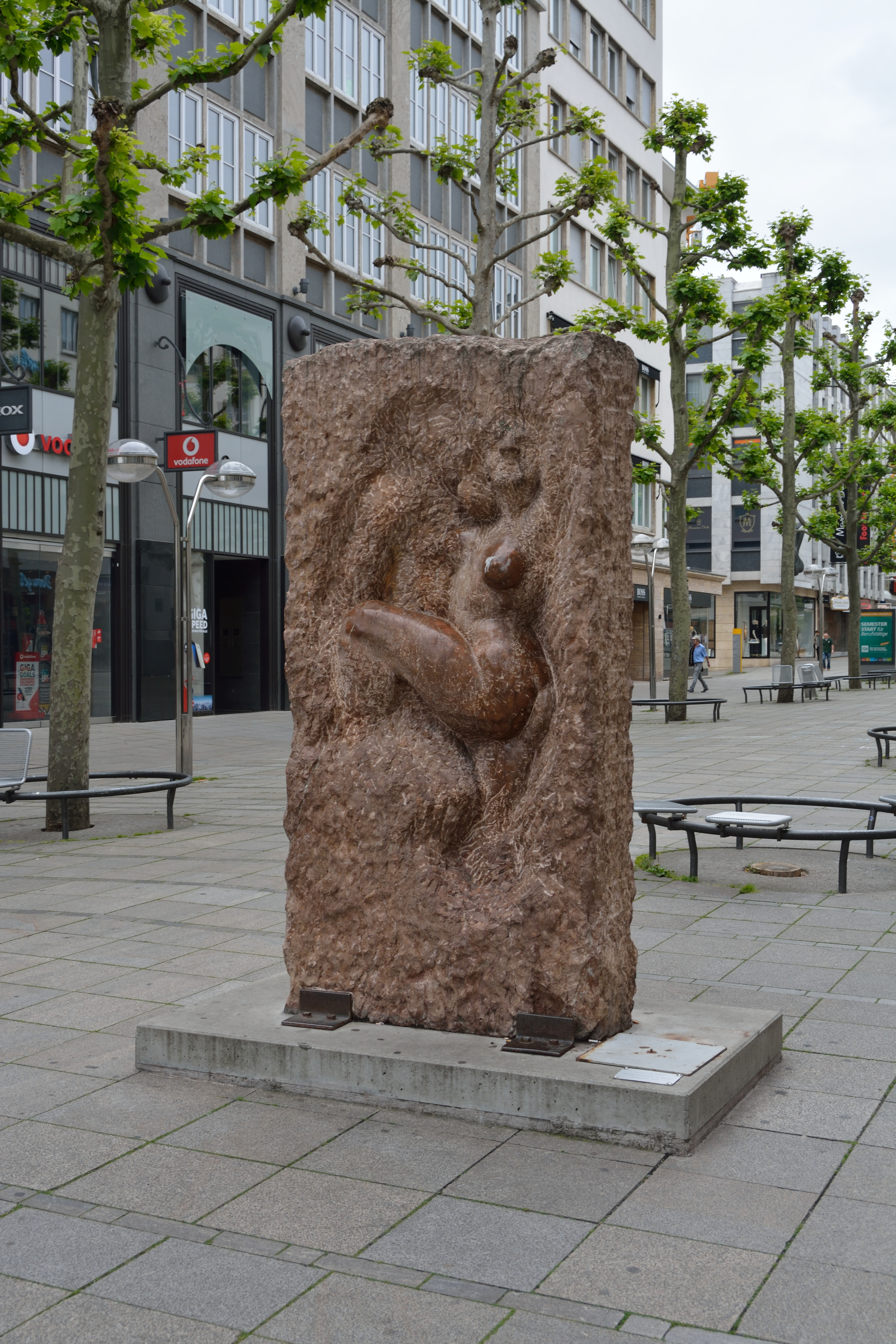
Skulptur Unbeschreiblich weiblich von Herbert A. Böhm in der Königstraße